# Bernhard Mann
Pour les articles homonymes, voir Mann.
Bernhard Mann (né le 13 octobre 1936 à Stuttgart) est un historien allemand et émérite de l'Université Eberhard Karl de Tübingen.

## Biographie
Bernhard Mann complète un apprentissage de libraire après avoir été diplômé du lycée (1955) et étudie de 1956 à 1961 pour l'enseignement (histoire, allemand et anglais) à Tübingen (et Londres), Berlin (FU), Heidelberg et encore Tübingen. Depuis 1961, Mann travaille au département d'histoire de Tübingen, département d'histoire moderne, obtient son doctorat en 1963, termine son habilitation en 1971 et est professeur depuis 1974. Bernhard Mann prend sa retraite en 2002. L'une de ses œuvres les plus récentes est La Petite Histoire du Royaume de Wurtemberg,.

## Publications
- Die baltischen Länder in der deutschen Kriegszielpublizistik 1914–1918. Mohr, Tübingen 1965 (= Tübinger Studien zur Geschichte und Politik, 19) (Zugl.: Phil. Diss., Tübingen 1963).
- Das Herrenhaus in der Verfassung des preußisch-deutschen Kaiserreichs. Überlegungen zum Problem Parlament, Gesellschaft und Regierung in Preußen 1867–1918. In: Gerhard A. Ritter (Hrsg.): Gesellschaft, Parlament und Regierung. Zur Geschichte des Parlamentarismus in Deutschland. Droste, Düsseldorf 1974, S. 279–298.
- Die Württemberger und die deutsche Nationalversammlung 1848/49. Droste, Düsseldorf 1975 (= Beiträge zur Geschichte des Parlamentarismus und der politischen Parteien, 57) (Zugl.: Habil.-Schr., Tübingen 1971).
- Heines Zeit. In: Jürgen Brummack (Hrsg.): Heinrich Heine. Epoche – Werk – Wirkung. Beck, München 1980, S. 15–79.
- Die württembergische „Organisations-Kommission“ von 1848. In: Zeitschrift für Württembergische Landesgeschichte 40 (1981) (= Speculum Sueviae. Festschrift für Hansmartin Decker-Hauff, Bd. 1), S. 519–546.
- Zwischen Hegemonie und Partikularismus. Bemerkungen zum Verhältnis von Regierung, Bürokratie und Parlament in Preußen 1867–1918. In: Gerhard A. Ritter (Hrsg.): Regierung, Bürokratie und Parlament in Preußen und Deutschland von 1848 bis zur Gegenwart (= Beiträge zur Geschichte des Parlamentarismus und der politischen Parteien, 73). Droste, Düsseldorf 1983, S. 76–89.
- Zusammen mit Gerd Friedrich Nüske: Württemberg 1803–1864. In: Kurt Jeserich, Hans Pohl, Georg Christoph von Unruh (Hrsg.): Deutsche Verwaltungsgeschichte. Bd. 2: Vom Reichsdeputationshauptschluß bis zur Auflösung des Deutschen Bundes. Deutsche Verlags-Anstalt, Stuttgart 1983, S. 551–582.
- Königreich Württemberg 1864–1914. In: Kurt G. A. Jeserich, Hans Pohl, Georg Christoph von Unruh (Hrsg.): Deutsche Verwaltungsgeschichte. Bd. 3: Das Deutsche Reich bis zum Ende der Monarchie. Deutsche Verlags-Anstalt, Stuttgart 1984, S. 733–753.
- Württemberg. In: Kurt G. A. Jeserich, Hans Pohl, Georg Christoph von Unruh (Hrsg.): Deutsche Verwaltungsgeschichte. Bd. 4: Das Reich als Republik und in der Zeit des Nationalsozialismus. Deutsche Verlags-Anstalt, Stuttgart 1985, S. 567–576.
- Biographisches Handbuch für das Preußische Abgeordnetenhaus 1867–1918. Bearb. unter Mitarb. v.: Martin Doerry, Cornelia Rauh, Thomas Kühne (= Handbücher zur Geschichte des Parlamentarismus und der politischen Parteien, 3). Droste, Düsseldorf 1988.  (ISBN 3-7700-5146-7).
- Württemberg 1800 bis 1866. In: Meinrad Schaab (de), Hansmartin Schwarzmaier (Hrsg.) u. a.: Handbuch der baden-württembergischen Geschichte. Band 3: Vom Ende des alten Reiches bis zum Ende der Monarchien. Hrsg. im Auftrag der Kommission für geschichtliche Landeskunde in Baden-Württemberg. Klett-Cotta, Stuttgart 1992,  (ISBN 3-608-91467-6), S. 235–331.
- Württembergs politische Kultur zwischen deutscher Nation und Königreich im Spiegel der Jubiläen der 1840er Jahre. In: Hans-Martin Maurer (de) (Hrsg.): Württemberg um 1840. Beiträge zum 150-jährigen Bestehen des Württembergischen Geschichts- und Altertumsvereins. (= Lebendige Vergangenheit, 18). Kohlhammer, Stuttgart 1994, S. 25–40.
- Hans Rothfels. In: Bernd Ottnad (Hrsg.): Baden-Württembergische Biographien. Bd. 1. Kohlhammer, Stuttgart 1994, S. 306–309.
- Goethe und das Ende des Alten Reiches. Zum Gedenken an die 250. Wiederkehr von Goethes Geburtstag am 28. August 1999. In: Jahrbuch für schwäbisch-fränkische Geschichte 34 (2001), S. 7–20.
- Kleine Geschichte des Königreichs Württemberg 1806–1918. DRW-Verlag, Leinfelden-Echterdingen 2006,  (ISBN 978-3-87181-035-0).
- Ferdinand Nägele. Schlossermeister und Demokrat. DRW-Verlag, Leinfelden-Echterdingen 2008.